# وليد كريم علي
وليد كريم علي ، من مواليد 6 أكتوبر 1997م، وهو لاعب كرة قدم عراقي ويلعب في مركز الهجوم، لعب مع نادي النفط العراقي وشارك لكأس آسيا تحت سنة 20 سنة في البحرين، حيث مكن منتخبه من الوصول لربع النهائي من البطولة.

## مصدر
1. ↑  اللاعب: وليد كريم نسخة محفوظة 29 أكتوبر 2016 على موقع واي باك مشين.

## وصلة خارجية
- وليد كريم علي على موقع قاعدة بيانات كرة القدم.إي يو (الإنجليزية)
- وليد كريم علي على موقع Soccerway.com (الإنجليزية)

- profile on soccerway.com